# IC 4672
IC 4672 — галактика типу Sc (компактна спіральна галактика) у сузір'ї Павич.
Цей об'єкт міститься в оригінальній редакції індексного каталогу.